# SCORE Baja 1000
A SCORE Baja 1000 egy sivatagi off-road verseny, amely Mexikóban, a Kaliforniai-félszigeten kerül megrendezésre. A versenytáv nagyságrendileg 1600 km, melyet a versenyzőknek egyhuzamban kell teljesíteni. Ez körülbelül 30-40 órányi sivatagi terepen történő száguldást jelent, és természetesen tartalmaz olyan szakaszokat, melyeket már sötétben kell teljesíteni. A Baja 1000 a négy SCORE versenysorozat utolsó fordulója. Az első három forduló a SCORE Desert Challenge, a SCORE San Felipe 250 és a SCORE Baja 500. A versenyek kiinduló- és végpontja Ensenada város, Mexikóban, az útvonal Alsó-Kalifornia és Déli-Alsó-Kalifornia államokat érinti.
A Baja 1000 szabályzata lehetővé teszi majdnem minden típusú és teljesítményű jármű részvételét a versenyben. Kezdve az 1970-es években gyártott széria Volkswagen Bogárhátúaktól (Class 11), a 6-800.000 dollár értékű Trophy Truck versenyautókig, melyek teljesítménye meghaladja a 800 lóerőt. A verseny további sajátossága, hogy a biztonsági előírásokon kívül a legtöbb géposztály szabálykönyve elférne egy söralátéten is, ami gyakorlatilag bármilyen átalakítást és módosítást lehetővé tesz.

## Története
1962-ben az amerikai Honda gyár megkereste Bud Ekins kaszkadőrt és motorversenyzőt egy olyan kéréssel, hogy tesztelje le a legújabb fejlesztésű CL72 Scrambler modelljük teljesítményét és megbízhatóságát. Ekins végül talált egy kellőképpen nehéz és ellenséges környezetet a feladat végrehajtásához. Ez volt a Kaliforniai-félszigeten elterülő sivatag. Az útvonalat Tijuana és La Paz között határozta meg, ami 950 mérföld (1.530 km) volt. Mivel ez a teszt nem csak a gépeknek, de az embernek is megterhelő, így Bud felkérte Bill Robertson Jr.-t, hogy társuljon vele ebben a vállalkozásában.
Ekins és Robertson nem csak a természet erőivel, terepviszonyokkal és a kiszáradással küzdött, de logisztikai gondjaik is akadtak. Az üzemanyag ellátás megszervezése is igen nagy feladat volt. Első lépcsőként egy műanyag flakonban vittek benzint, amit a motorra szereltek. Helyi farmokon is volt alkalmuk feltölteni a készleteiket, de a legnagyobb segítségük egy repülő volt, ami követte a motor útját és 80 mérföldenként leszállt, hogy megtankolja azt. Ezen felül akkoriban csak a saját térképeikre és tájékozódási képességükre hagyatkozhattak, mivel nem létezett GPS. Ennek köszönhetően sokszor eltévedtek, vagy körbe-körbe mentek. Végül kicsivel kevesebb, mint 40 óra alatt elérték La Paz városát és sikeresen teljesítették a feladatot.
Ez a teljesítmény ösztönözte Ed Pearlmant, hogy megalapítsa a NORRA (National Off-Road Racing Association) szervezetét, mely 1967-től 1972-ig szervezte a futamokat Mexican 1000 néven, és olyan új résztvevőket vonzott, mint a késő Mickey Thompson, az Indy 500-győztes Parnelli Jones, James Garner filmszereplő és Mary McGee, az első nő, aki az eseményen versenyez. 1971-ben a nagy szponzorok, például az Olympia Brewing Company és a Minolta Kamerák kezdték támogatni a versenyt.
1973 októberében bekövetkezett az olajválság, ahogy az Olaj Kibocsátás Exportáló Országok Szervezete (OPEC) elindította az Arabolaj Embargót, melynek következtében a NORRA elhagyta a versenyt. A szervezők azonban nem akarták veszni hagyni ezt a hagyományt és Mickey Thompson és szervezete a SCORE (Southern California Off-Road Enterprises) segítségét kérték. Mickey Thompson és SCORE szervezeteivel folytatott tárgyalásokon a kormány beleegyezett abba, hogy kizárólagos jogot ad a SCORE számára az alsó-kaliforniai versenyek megtartására, és vonakodva engedélyezte a SCORE-t, hogy megszüntesse az 1974-es rendezvényt. A verseny azóta számos legendát adott a sortnak, úgy mint Parnelli Jones, Rod Hall, Walker Evans, Johnny Campbell, a McMillin család, Malcolm Smith, J.N. Roberts, Bill Stroppe, Larry Roeseler, Bob és Robby Gordon.

## Érdekességek
- Booby Traps (rejtett csapdák) - A verseny különlegessége, hogy a helybéliek csapdákat állítanak a verseny útvonalán. Ezek sokszor mind a résztvevők, mind a versenyzők életét veszélyeztetik.
- Ivan “Ironman” Stewart az egyetlen versenyző, akinek sikerült összetettben mind motoron, mind pedig négykeréken megnyerni a versenyt, mindezt úgy, hogy mindvégig egyedül vezette végig a távot.
- Rod Hall az egyedüli olyan ember, aki 1967 óta az összes Baja 1000 versenyen indult. 21 alkalommal nyerte meg a viadalt a saját osztályában, amiben indult.

## Eddigi nyertesek
| Év     | Útvonal                 | Autók és terepjárók                     | Autók és terepjárók | Autók és terepjárók | Motorok                                                         | Motorok          | Motorok          |
| Év     | Útvonal                 | Pilóták                                 | Jármű               | Idő                 | Motoros                                                         | Jármű            | Idő              |
| ------ | ----------------------- | --------------------------------------- | ------------------- | ------------------- | --------------------------------------------------------------- | ---------------- | ---------------- |
| 1967   | Tijuana-La Paz          | Vic Wilson Ted Mangels                  | Meyers Manx VW      | 27:38               | J.N. Roberts Malcolm Smith                                      | Husqvarna        | 28:48            |
| 1968   | Ensenada-La Paz         | Larry Minor Jack Bayer                  | Ford Bronco         | 21:11:32            | Larry Berquist Gary Preston                                     | Honda            | 20:38:28         |
| 1969   | Ensenada-La Paz         | Larry Minor Rod Hall                    | Ford Bronco         | 20:48:10            | Gunnar Nilsson J.N. Roberts                                     | Husqvarna        | 21:35:52         |
| 1970   | Ensenada-La Paz         | Drino Miller Vic Wilson Miller          | VW                  | 16:07               | Mike Patrick Bill Bowers                                        | Yamaha           | 18:31            |
| 1971   | Ensenada-La Paz         | Parnelli Jones Bill Stroppe             | Ford Bronco         | 14:59               | Malcolm Smith Gunnar Nilsson                                    | Husqvarna        | 16:51            |
| 1972   | Mexicali-La Paz         | Parnelli Jones Bill Stroppe             | Ford Bronco         | 16:47               | Gunnar Nilsson Rolf Tibblin                                     | Husqvarna        | 19:19            |
| 1973   | Ensenada-La Paz         | Bobby Ferro Johnny Johnson              | Funco VW            | 16:50               | Mitch Mayes A.C. Bakken                                         | Husqvarna        | 18:42:51         |
| 1974   | Verseny elmaradt        | Verseny elmaradt                        | Verseny elmaradt    | Verseny elmaradt    | Verseny elmaradt                                                | Verseny elmaradt | Verseny elmaradt |
| 1975   | Ensenada-Ensenada       | Malcolm Smith Dr. Bud Feldkamp          | Hi-Jumper VW        | 18:55:49            | Al Baker Gene Cannady                                           | Honda            | 18:22:55         |
| 1976   | Ensenada-Ensenada       | Ivan Stewart                            | Chenowth VW         | 12:17:28            | Larry Roeseler Mitch Mayes                                      | Husqvarna        | 11:30:47         |
| 1977   | Ensenada-Ensenada       | Malcolm Smith Dr. Bud Feldkamp          | Funco VW            | 15:10:42            | Brent Wallingsford Scot Harden                                  | Husqvarna        | 14:37:07         |
| 1978   | Ensenada-Ensenada       | Mark Stahl                              | Chenowth VW         | 12:55:42            | Larry Roeseler Jack Johnson                                     | Husqvarna        | 14:37:07         |
| 1979   | Ensenada-La Paz         | Walker Evans Bruce Florio               | Dodge Pickup        | 20:48:27            | Larry Roeseler Jack Johnson                                     | Husqvarna        | 19:48:04         |
| 1980   | Ensenada-Ensenada       | Mark Stahl                              | Chenowth VW         | 13:33:55            | Larry Roeseler Jack Johnson                                     | Yamaha           | 12:45:13         |
| 1981   | Ensenada-Ensenada       | Mark McMillin Thomas Hoke               | Chenowth VW         | 20:29:14            | Scot Harden Brent Wallingsford                                  | Husqvarna        | 17:14:05         |
| 1982   | Ensenada-La Paz         | Mickey Thompson Terry Smith             | Raceco VW           | 19:40:23            | Al Baker Jack Johnson                                           | Honda            | 17:25:27         |
| 1983   | Ensenada-Ensenada       | Mark McMillin Ralph Paxton              | Chenowth VW         | 20:29:14            | Dan Smith Dan Ashcraft                                          | Husqvarna        | 14:48:10         |
| 1984   | Ensenada-Ensenada       | Mark McMillin Ralph Paxton              | Chenowth VW         | 16:27:09            | Chuck Miller Randy Morales                                      | Honda            | 14:34:34         |
| 1985   | Ensenada-Ensenada       | Steve Sourapas Dave Richardson          | Raceco VW           | 17:54:55            | Randy Morales Derrick Paiement                                  | Honda            | 17:44:42         |
| 1986   | Ensenada-La Paz         | Mark McMillin Ralph Paxton              | Chenowth Porsche    | 18:26:28            | Bruce Ogilvie Chuck Miller                                      | Honda            | 18:05:52         |
| 1987   | Ensenada-Ensenada       | Bob Gordon Malcolm Smith                | Chenowth Porsche    | 13:15:04            | Dan Ashcraft Bruce Ogilvie                                      | Honda            | 12:02:14         |
| 1988   | Ensenada-Ensenada       | Mark McMillin                           | Chenowth Porsche    | 18:07:09            | Paul Krause Larry Roeseler Danny LaPorte                        | Kawasaki         | 17:53:16         |
| 1989   | Ensenada-La Paz         | Robby Gordon                            | Ford Pickup         | 18:04:07            | Larry Roeseler Danny LaPorte Ted Hunnicutt Jr.                  | Kawasaki         | 17:53:16         |
| 1990   | Ensenada-Ensenada       | Bob Gordon Robyn Gordon Robby Gordon    | Chenowth Chevy      | 12:30:45            | Larry Roeseler Ted Hunnicutt Jr. Danny LaPorte                  | Kawasaki         | 11:11:45         |
| 1991   | Ensenada-Ensenada       | Larry Ragland                           | Chevrolet Pickup    | 16:37:35            | Larry Roeseler Ted Hunnicutt Jr. Marty Smith                    | Kawasaki         | 13:35:25         |
| 1992   | Ensenada-La Paz         | Paul Simon Dave Simon                   | Ford Ranger         | 16:53:02            | Danny Hamel Garth Sweetland Paul Ostbo                          | Kawasaki         | 16:50:12         |
| 1993   | Mexicali-Mexicali       | Ivan Stewart                            | Toyota SR5          | 13:29:11            | Danny Hamel Larry Roeseler Ty Davis                             | Kawasaki         | 13:57:23         |
| 1994   | Mexicali-Mexicali       | Jim Smith                               | Ford TT             | 10:28:56            | Danny Hamel Larry Roeseler Ty Davis                             | Kawasaki         | 10:20:47         |
| 1995   | Tijuana-La Paz          | Larry Ragland                           | Chevrolet TT        | 20:14:12            | Paul Krause Ty Davis Ted Hunnicutt Jr.                          | Kawasaki         | 19:31:19         |
| 1996   | Ensenada-Ensenada       | Larry Ragland                           | Chevrolet TT        | 14:38:59            | Paul Krause Ty Davis Greg Zitterkopf                            | Kawasaki         | 14:11:02         |
| 1997   | Ensenada-Ensenada       | Larry Ragland                           | Chevrolet TT        | 13:53:46            | Johnny Campbell Tim Staab Greg Bringle                          | Honda            | 13:19:59         |
| 1998   | Santo Tomás-La Paz      | Ivan Stewart                            | Toyota              | 19:08:20            | Johnny Campbell Jimmy Lewis                                     | Honda            | 18:58:48         |
| 1999   | Ojos Negros-Ojos Negros | Larry Ragland                           | Chevy               | 14:26:36            | Johnny Campbell Tim Staab                                       | Honda            | 14:15:42         |
| 2000** | Ensenada-Cabo San Lucas | Dan Smith Dave Ashley                   | Ford                | 32:15:39            | Johnny Campbell Tim Staab Craig Smith Steve Hengeveld           | Honda            | 30:54:12         |
| 2001   | Ensenada-Ensenada       | Doug Fortin Charlie Townsley            | Jimco Chevy         | 14:35:42            | Johnny Campbell Tim Staab                                       | Honda            | 13:51:40         |
| 2002   | Ensenada-La Paz         | Dan Smith Dave Ashley                   | Ford                | 16:19:03            | Steve Hengeveld Johnny Campbell Andy Grider                     | Honda            | 16:17:28         |
| 2003   | Ensenada-Ensenada       | Doug Fortin Charlie Townsley            | Jimco Chevy         | 16:24:02            | Steve Hengeveld Johnny Campbell                                 | Honda            | 15:39:52         |
| 2004   | Ensenada-La Paz         | Troy Herbst Larry Roeseler              | Smithbuilt-Ford     | 16:18:14            | Steve Hengeveld Johnny Campbell Kendall Norman                  | Honda            | 15:57:37         |
| 2005   | Ensenada-Ensenada       | Larry Roeseler Troy Herbst              | Smithbuilt-Ford     | 15:06:19            | Steve Hengeveld Johnny Campbell Mike Childress                  | Honda            | 14:20:30         |
| 2006   | Ensenada-La Paz         | Andy McMillin Robby Gordon              | Chevy               | 19:15:17            | Steve Hengeveld Mike Childress Quinn Cody                       | Honda            | 18:17:50         |
| 2007   | Ensenada-Cabo San Lucas | Mark Post Rob MacCachren Carl Renezeder | Ford                | 25:21:25            | Robby Bell Kendall Norman Steve Hengeveld Johnny Campbell       | Honda            | 24:15:50         |
| 2008   | Ensenada-Ensenada       | Roger Norman Larry Roeseler             | Ford                | 12:40:33            | Robby Bell Kendall Norman Johnny Campbell                       | Honda            | 12:29:10         |
| 2009   | Ensenada-Ensenada       | Andy McMillin Scott McMillin            | Chevy               | 14:19:50            | Kendall Norman Timmy Weigand Quinn Cody                         | Honda            | 13:27:50         |
| 2010   | Ensenada-La Paz         | Tavo Vildosola Gus Vildosola            | Ford F-150 TT       | 19:00:04            | Kendall Norman Quinn Cody                                       | Honda            | 19:20:52         |
| 2011   | Ensenada-Ensenada       | Andy McMillin Scott McMillin            | Ford Raptor TT      | 14:51:36            | Kendall Norman Quinn Cody Logan Holladay                        | Honda            | 14:14:25         |
| 2012   | Ensenada-La Paz         | BJ Baldwin                              | Chevrolet TT        | 20:00:59            | Colton Udall Timmy Weigand David Kamo                           | Honda            | 20:09:30         |
| 2013   | Ensenada-Ensenada       | BJ Baldwin                              | Chevrolet TT        | 20:00:59            | Colton Udall Timmy Weigand David Kamo Mark Samuels              | Honda            | 18:29:14         |
| 2014   | Ensenada-La Paz         | Rob MacCachren Andy McMillin Jason Voss | Ford TT             | 22:31:27            | Ricky Brabec Robby Bell Steve Hengeveld Max Eddy Jr.            | Kawasaki         | 24:24:01         |
| 2015   | Ensenada-Ensenada       | Rob MacCachren Andy McMillin            | Ford TT             | 15:38:33            | Colton Udall Mark Samuels Justin Jones                          | Honda            | 16:29:08         |
| 2016   | Ensenada-Ensenada       | Rob MacCachren Jason Voss               | Ford TT             | 17:12:58            | Justin Jones David Kamo Mark Samuels Daymon Stokie Colton Udall | Honda            | 18:16:42         |

**Hivatalosan a 2000-ben megrendezésre kerülő versenyt Baja 2000-nek hívták

## Géposztályok

### Autók és terepjárók
- SCORE Trophy Truck: Bármilyen gyártmányú terepjáró, korlátozások nélkül
- SCORE Class 1: Korlátozás nélküli, nyitott kerekű, egy- vagy kétüléses terepjárók
- SCORE Class 1/2-1600: nyitott kerekű, egy- vagy kétüléses terepjárók, maximum 1600 ccm hengerürtartalmú
- SCORE Class 2: Korlátozás nélküli 2200 ccm hengerürtartalmú buggy-k
- SCORE Class 3: Rövid tengelytávú, összkerék meghajtású terepjárók
- SCORE Class 4: Korlátozás nélküli 2200 ccm motortérfogatú, nyitott kerekű terepjárók
- SCORE Class 5: Korlátozás nélküli Baja Bug
- SCORE Class 5-1600: 1.600ccm hengerürtartalmú Baja Bugs.
- SCORE Class 6: Terepjárók, V6-os motorral
- SCORE Class 7: Korlátozás nélküli, rövid tengelytávú terepjárók
- SCORE Class 7S: Szériagyártású terepjárók (3000ccm)
- SCORE Class 7SX: Modosított terepjárók (4000ccm)
- SCORE Class 8: Kétkerék meghajtású terepjárók
- SCORE Class 9: Rövid tengelytávú, nyitott kerekű, egy- vagy kétüléses terepjárók
- SCORE Class 10: Nyitott kerekű, egy- vagy kétüléses terepjárók 2.000ccm hengerürtartalomig
- SCORE Class 11: Széria VW Bogár
- SCORE Lites Class 12: VW limitált, nyitott kerekű egy-(1776ccm) vagy kétüléses (1835ccm) autók
- SCORE Class 17: Jeepspeed bajnokság terepjárói
- SCORE Stock Full: Széria gyártású terepjárók
- SCORE Stock Mini: Széria gyártású terepjárók (4300ccm)
- SCORE Baja Challenge
- SCORE Sportsman Buggy
- SCORE Sportsman Truck
- SCORE Sportsman UTV
- ProTruck

## Média
- Dust to Glory
- Dust 2 Glory
- Into the Dust
- Driving Dirty